# Anandnagar
Anandnagar är en ort i Indien.   Den ligger i distriktet Maharajganj och delstaten Uttar Pradesh, i den nordöstra delen av landet, 600 km öster om huvudstaden New Delhi. Anandnagar ligger 89 meter över havet och antalet invånare är 11 220.
Terrängen runt Anandnagar är mycket platt. Runt Anandnagar är det mycket tätbefolkat, med 1 221 invånare per kvadratkilometer. Det finns inga andra samhällen i närheten. Trakten runt Anandnagar består till största delen av jordbruksmark.